# エルナニ・アゼヴェド・ジュニオル
エルナニ（Hernani）ことエルナニ・アザヴェド・ジュニオル（ポルトガル語: Hernani Azevedo Júnior、1994年3月27日 - ）は、ブラジルのサッカー選手。パルマ・カルチョ1913所属。ポジションはMF。

## クラブ歴
アトレチコ・パラナエンセの下部組織を卒業しトップチームに昇格。2013年にカンピオナート・パラナエンセで選手初出場。同年8月22日に年末までの契約でカンピオナート・ブラジレイロ・セリエBのジョインヴィレECに期限付き移籍。9月3日に移籍後初出場。2014年1月にアトレチコ・パラナエンセに復帰し、同年9月10日のグレミオFBPA戦でマルコス・ギリェルメに代えて投入されてカンピオナート・ブラジレイロ・セリエAでもデビューした。4日後のECヴィトーリア戦ではスターティングメンバーに名を連ねた。
2016年12月16日に5年契約でロシア・プレミアリーグのFCゼニト・サンクトペテルブルクに移籍。2017年8月8日に1シーズンの契約でリーグ・アンのASサンテティエンヌに期限付き移籍。

## タイトル

### クラブ
アトレチコ・パラナエンセ
- カンピオナート・パラナエンセ: 2016

ジョインヴィレ
- コパ・サンタカタリーナ: 2013

### 代表
ブラジルU-17
- 南米U-17選手権: 2011